# Lech Łasko
Lech Łasko (ur. 2 czerwca 1956 w Świdniku) – polski zawodnik i trener siatkówki, jeden z czołowych siatkarzy polskich (1975–1984), czterokrotny wicemistrz Europy, złoty medalista olimpijski z Montrealu (1976). 261-krotny reprezentant Polski (1975–1984).

## Życiorys
Był zawodnikiem Startu Lublin, Avii Świdnik i Gwardii Wrocław z którą zdobył: 3 tytuły mistrza Polski (1980–1982), 2 wicemistrza (1983, 1984) i brązowy medal MP (1979). Z Avią zdobył brązowy medal (1976). 
Był również z Gwardią zdobywcą Pucharu PZPS (1981) i finalistą Pucharu Europy Mistrzów Krajowych 1980/81, gdzie Polacy zajęli 3. miejsce.
Karierę międzynarodową z reprezentacją rozpoczął od brązowego medalu mistrzostw Europy juniorów w niemieckim Osnabrück w 1975. Był w kadrze olimpijskiej w Montrealu w 1976, ale grał sporadycznie.
Był jednym z najlepszych atakujących i blokujących zawodników. Najlepszy siatkarz Polski w klasyfikacji „PS” (1982). Był 4-krotnym srebrnym medalistą mistrzostw Europy: w Belgradzie (1975), Paryżu (1979), Sofii (1981) i Berlinie (1983).
Po zakończeniu kariery sportowej w kraju wyjechał do Włoch, gdzie grał w Dipo Vimercate.
Odznaczony m.in. złotym i srebrnym Medalem za Wybitne Osiągnięcia Sportowe.
Mieszka we Włoszech. Syn Michał był reprezentantem Włoch w siatkówce.

### Wypadek drogowy
7 listopada 1976 na al. Warszawskiej w Lublinie, 20-letni Lech Łasko spowodował wypadek drogowy prowadząc swój nowy samochód zastawa, który otrzymał za zdobycie złotego medalu na igrzyskach w Montrealu. Zastawa zjechała na lewą stronę jezdni i zderzyła się z autobusem MPK linii 20, a następnie dachowała. Z czworga pasażerów zginęli zawodnicy Avii Świdnik: Henryk Siennicki i Zdzisław Pyc, wracający z meczu w Sosnowcu. Lech Łasko za spowodowanie wypadku został skazany na dwa lata pozbawienia wolności, po pół roku opuścił zakład karny.